# Zeit (single)
"Zeit" é um single da banda alemã de Neue Deutsche Härte Rammstein lançado em 10 de março de 2022, é o primeiro single do oitavo álbum "Zeit", lançado em 29 de abril de 2022.

## Videoclipe
O videoclipe da música foi anunciado no dia 8 de março com um pequeno teaser. O video foi dirigido por Robert Gwisdek e produzido pela Kreisfilm. Além da transmissão no YouTube, o vídeo foi projetado na casa de shows Kesselhaus em Berlim, local onde o Rammstein fez o primeiro concerto de sua carreira.

## Lista de faixas

### CD/Download digital/Streaming
| N.º            | Título                            | Duração |  |
| 1.             | "Zeit"                            | 5:22    |  |
| 2.             | "Zeit" (Remix por Ólafur Arnalds) | 3:55    |  |
| 3.             | "Zeit" (Remix por Robot Koch)     | 4:44    |  |
| Duração total: | Duração total:                    | 13:59   |  |

### 10-inch

#### Lado A
| N.º | Título | Duração |  |
| 1.  | "Zeit" | 5:22    |  |

#### Lado B
| N.º            | Título                            | Duração |  |
| 2.             | "Zeit" (Remix por Ólafur Arnalds) | 3:55    |  |
| 3.             | "Zeit" (Remix por Robot Koch)     | 4:44    |  |
| Duração total: | Duração total:                    | 13:59   |  |

### Digital Remixes
| N.º | Título                            | Duração |  |
| 1.  | "Zeit" (Remix por Ólafur Arnalds) | 3:55    |  |
| 2.  | "Zeit" (Remix por Robot Koch)     | 4:44    |  |

## Desempenho nas paradas
| Paradas (2022)                        | Melhor posição |
| ------------------------------------- | -------------- |
| Alemanha (Offizielle Deutsche Charts) | 1              |
| Reino Unido (OCC UK Rock and Metal)   | 29             |
| Suécia (Sverigetopplistan)            | 80             |
| Países Baixos (Single Top 100)        | 96             |

## Histórico de lançamento
| Região         | Data                | Formatos           | Gravadora                      | Número no catálogo | Ref. |
| -------------- | ------------------- | ------------------ | ------------------------------ | ------------------ | ---- |
| Mundo          | 10 de março de 2022 | Download Streaming | Universal Music Vertigo Berlin | —                  |      |
| União Europeia | 11 de março de 2022 | 10-inch            | Universal Music Vertigo Berlin | 0602445312801      |      |
| União Europeia | 11 de março de 2022 | CD                 | Universal Music Vertigo Berlin | 0602445312764      |      |